# Paradigm
Paradigm Corp. (株式会社パラダイム Paradaimu, Inc) là một nhà xuất bản Nhật Bản được thành lập vào năm 1996, đặt trụ sở tại Suginami, Tokyo. Ban đầu công ty chỉ phát hành các loại tiểu thuyết khiêu dâm, nhưng từ năm 2003 đã chuyển sang tập trung xuất bản light novel dựa trên trò chơi điện tử người lớn, tiêu biểu là ArtPack, Can♥d select và GLASS BLUE NOVELS.
Năm 2008, Paradigm phối hợp với thương hiệu VA Bunko của Visual Art's để tái phát hành các tiểu thuyết trước đây của họ dưới dạng bìa mềm nagomi.